# José de Espronceda
José de Esponceda, de son nom complet José Ignacio Javier Oriol Encarnación de Espronceda y Delgado (Almendralejo, 25 mars 1808 - 23 mai 1842) est l'un des principaux poètes romantiques espagnols du Modèle:S-XIX.

## Biographie
Dans sa jeunesse, il créa avec ses amis Ventura de la Vega et Patricio de la Escosura une société secrète appelée los Numantinos qui complotait contre Ferdinand VII et voulait venger la mort de Rafael del Riego. Il fut emprisonné dans un monastère pour cela. Ensuite, il quitta l'Espagne et vécut à Lisbonne, en Belgique, en France, en Angleterre et aux Pays-Bas. À son retour en Espagne, en 1833, il s'impliqua dans des mouvements d'extrême gauche. Espronceda est aussi connu pour sa relation passionnée avec Teresa Mancha, qui lui inspira le "Canto a Teresa" (dans El diablo mundo).

## Œuvres
Son professeur Alberto Lista l'encouragea à commencer une carrière littéraire ; durant sa détention au monastère, il commença donc l'ode historique El Pelayo, qu'il ne devait jamais terminer. Par la suite, il écrivit le roman Sancho Saldaña. Peuvent aussi être cités El estudiante de Salamanca et El diablo mundo, deux longs poèmes lyriques également inachevés, A Jarifa en una orgia, El Verdugo, Canción del cosaco, La canción del pirata, et Himno al sol. Ses œuvres permettent de le classer parmi les romantiques, et de fait, avec José Zorrilla, il est considéré comme l'un des principaux poètes romantiques espagnols, et comme le plus rebelle.

## Galerie

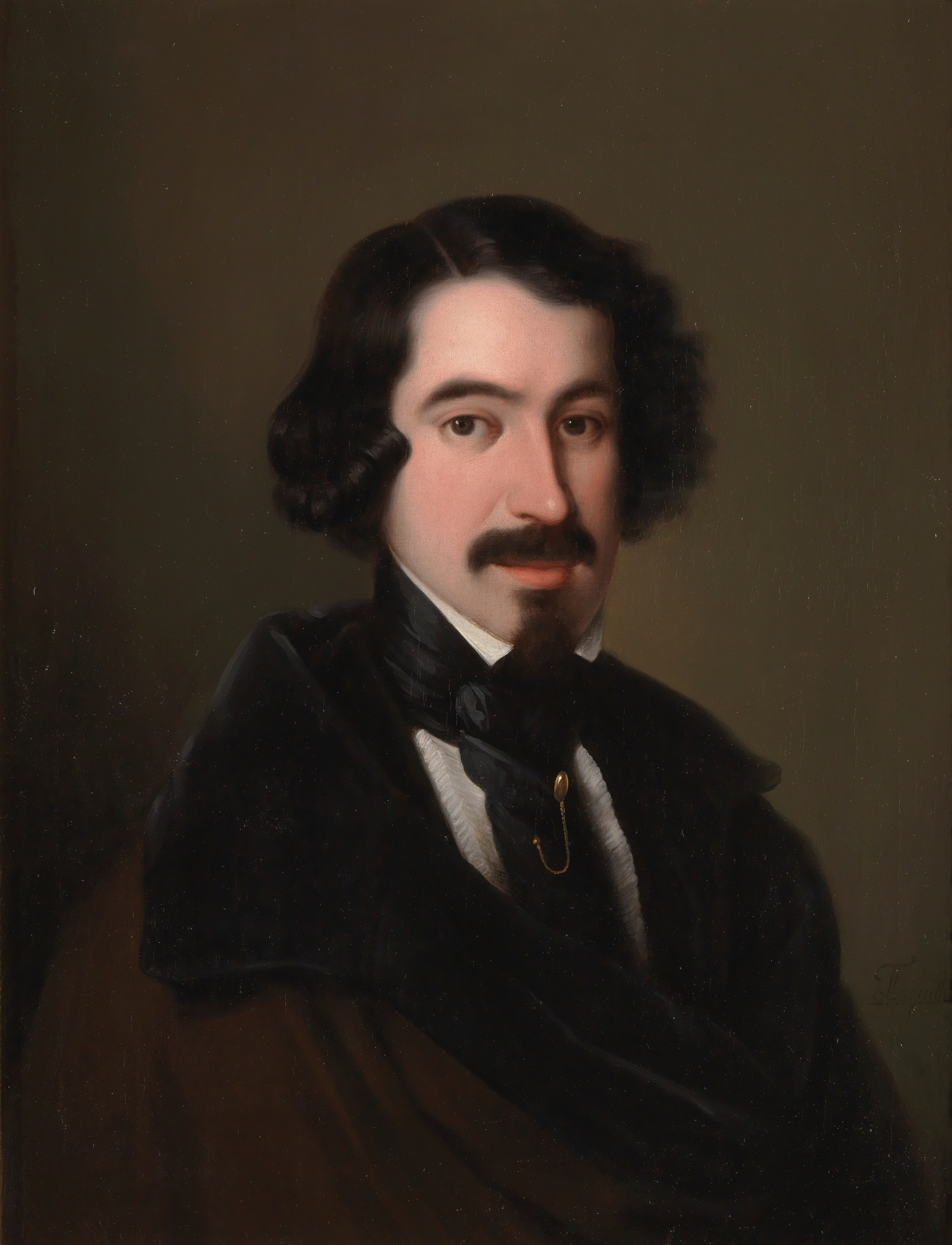
José de Espronceda
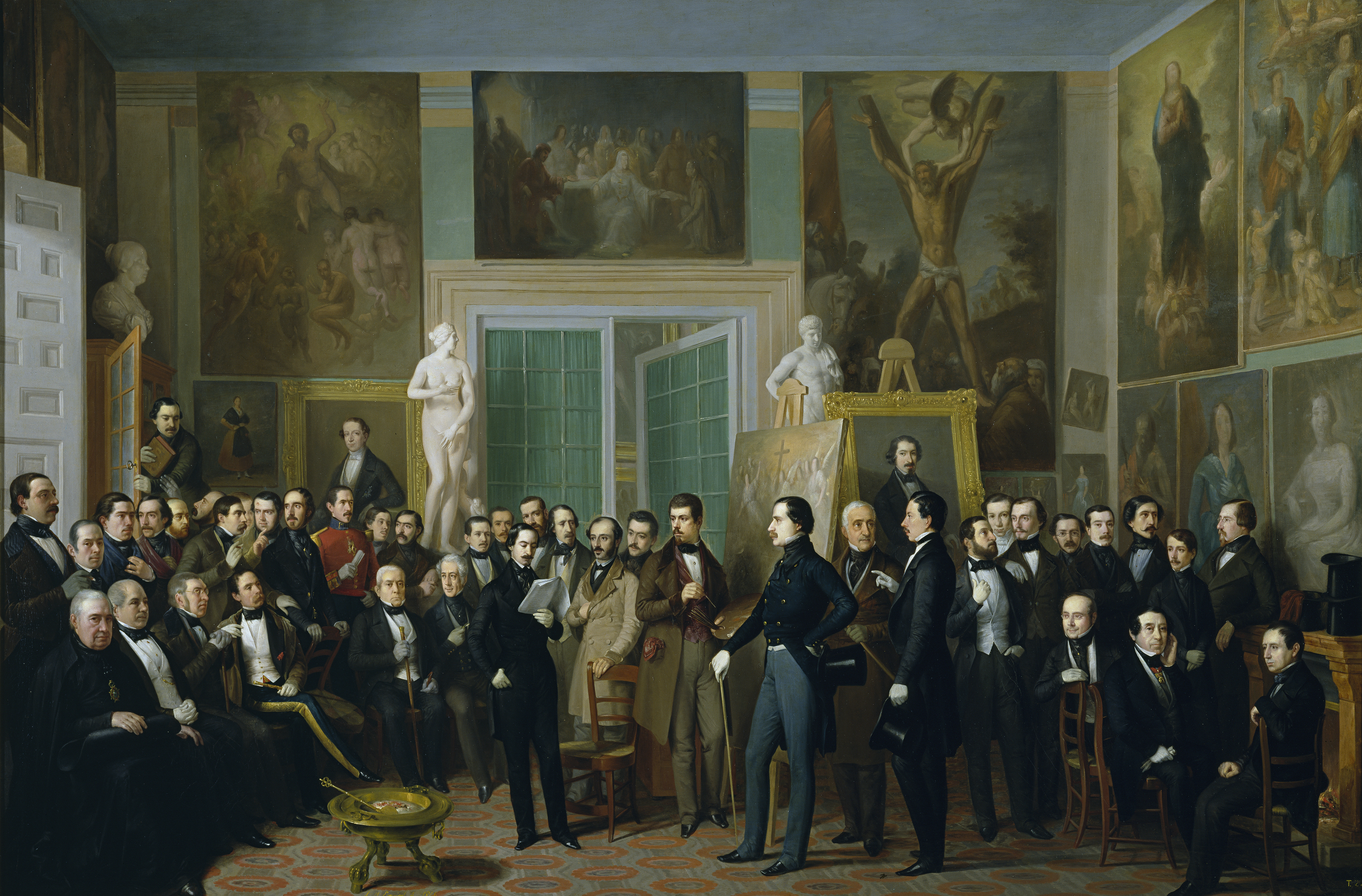
José de Espronceda représenté dans La Réunion des poètes d'Antonio María Esquivel (1846).
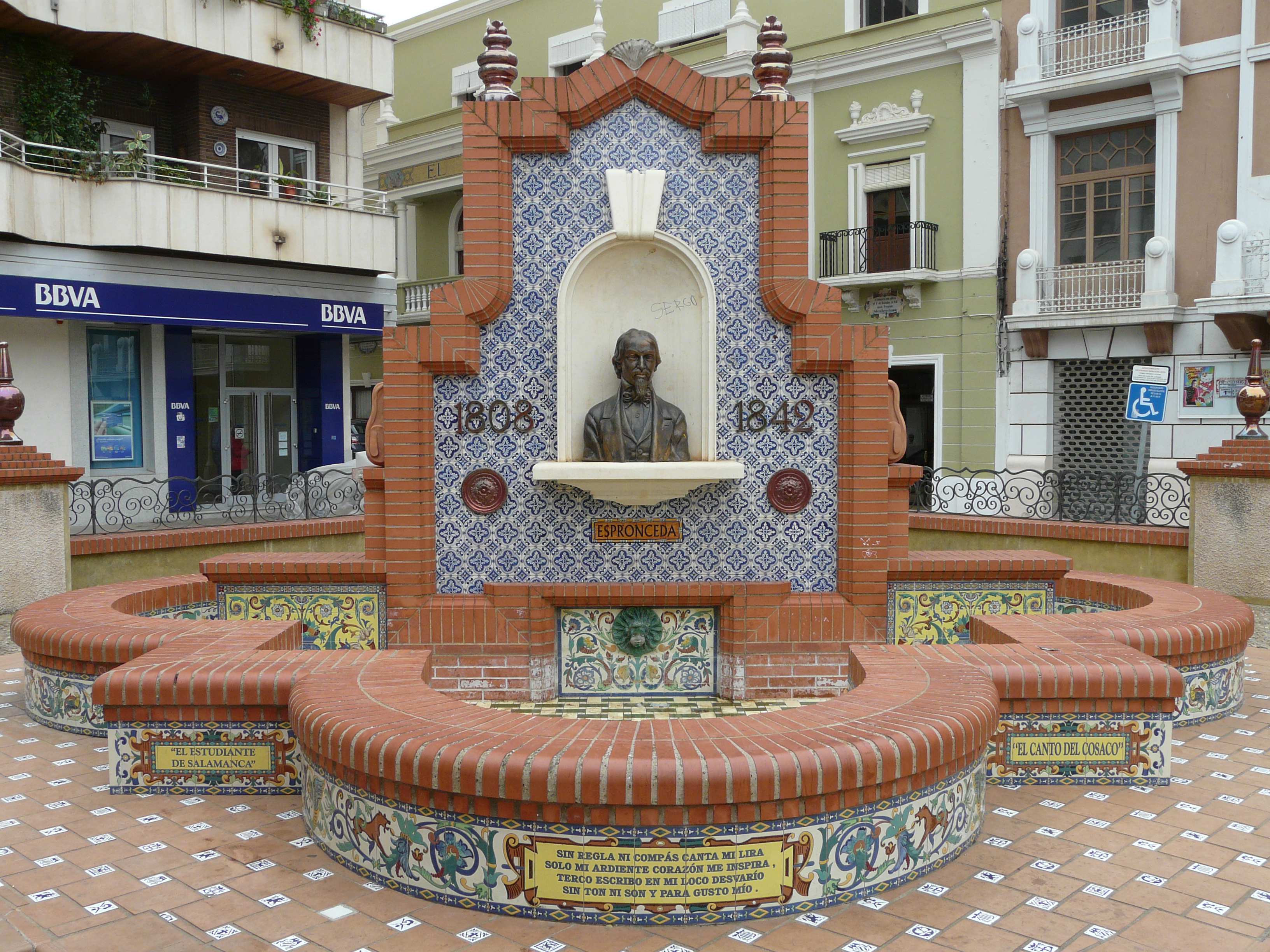
Monument érigé à Espronceda par la ville d'Almendralejo